# Liste der Naturdenkmale in Mengen
| Naturdenkmale | Anzahl |
| ------------- | ------ |
| FND           | 2      |
| END           | 5      |
| Gesamt        | 7      |

Die Liste der Naturdenkmale in Mengen nennt die verordneten Naturdenkmale (ND) der im baden-württembergischen Landkreis Sigmaringen liegenden Stadt Mengen. In Mengen gibt es insgesamt sieben als Naturdenkmal geschützte Objekte, davon zwei flächenhafte Naturdenkmale (FND) und fünf Einzelgebilde-Naturdenkmale (END).
Stand: 1. November 2016.

## Flächenhafte Naturdenkmale (FND)
| Name                                       | Bild | Kennung     | Einzelheiten | Position | Fläche Hektar | Datum         |
| ------------------------------------------ | ---- | ----------- | ------------ | -------- | ------------- | ------------- |
| Hecken und Bäume im Hohlweg bei Blochingen | BW   | 84370760004 | Mengen       | ⊙        | 0,4           | 25. Sep. 1940 |
| Lindenallee beim Waldhof                   | BW   | 84370760032 | Mengen       | ⊙        | 0,3           | 12. Okt. 1990 |
| Legende für Naturdenkmal                   |      |             |              |          |               |               |

## Einzelgebilde (END)
| Name                                    | Bild | Kennung     | Einzelheiten | Position | Fläche Hektar | Datum         |
| --------------------------------------- | ---- | ----------- | ------------ | -------- | ------------- | ------------- |
| Eiche am Viehmarktplatz                 | BW   | 84370760000 | Mengen       | ⊙        | 0,0           | 18. Aug. 1994 |
| Findling zwischen Blochingen und Beuren | BW   | 84370760002 | Mengen       | ⊙        | 0,0           | 13. Jan. 1939 |
| Friedenslinde in Rosna                  | BW   | 84370760001 | Mengen       | ⊙        | 0,0           |               |
| Linde in Rulfingen                      | BW   | 84370760031 | Mengen       | ⊙        | 0,0           | 18. Mai 1971  |
| 3 Malefizsteine in Mengen               | BW   | 84370760003 | Mengen       | ⊙        | 0,0           | 13. Jan. 1939 |
| Legende für Naturdenkmal                |      |             |              |          |               |               |